# (4507) 1990 FV
(4507), hay còn gọi là 1990 FV, là thiên thạch nhỏ thuộc vành đai tiểu hành tinh.